# Fischer György (szobrász)
Fischer György (Siklós, 1956. november 5. – Nemesszentandrás, 2012. november 22.) szobrászművész.

## Életpályája
1971 és 1975 között a pécsi Művészeti Gimnáziumban tanult, majd 1977 és 1981 között a budapesti Magyar Képzőművészeti Főiskolán végezte tanulmányait. Mestere a gimnáziumban Rétfalvi Sándor, a főiskolán Somogyi József volt. 1982-től Zalaegerszegen élt és dolgozott. 1988-tól 1998-ig, és 2003-tól haláláig a zalaegerszegi Ady Endre Művészeti Általános Iskola és Gimnázium tanára volt.
A Magyar Képzőművészek és Iparművészek Szövetsége (2000-től), a Magyar Népköztársaság Művészeti Alapja, majd a Magyar Alkotóművészek Országos Egyesülete (1981-től) és a Magyar Szobrász Társaság (1999-től) tagja volt

## Díjai, kitüntetései
- 1982-1985 Derkovits-ösztöndíj
- 1987 VI. Dunántúli Tárlat, KISZ Somogy Megyei Bizottsága és Szakszervezetek Somogy Megyei Bizottsága díja, Kaposvár
- 1989 XI. Országos Kisplasztikai Biennále, a Művelődési Minisztérium díja, Pécs
- 1989-1990 Eötvös József Alapítvány ösztöndíja
- 1990 VII. Dunántúli Tárlat, a Magyar Népköztársaság Művészeti Alapjának díja, Kaposvár
- 1991 XII. Országos Kisplasztikai Biennále, a Magyar Képzőművészek és Iparművészek Szövetsége különdíja, Pécs
- 1991 Zalai Tárlat díja, Zalaegerszeg
- 1993 XIII. Országos Kisplasztikai Biennále, a Képző- és Iparművészeti Lektorátus különdíja, Pécs
- 1993 Zalai Tárlat díja, Zalaegerszeg
- 1994 I. Regionális Kisplasztikai Tárlat díja, Zalaegerszeg
- 1996 Zalai Tárlat díja, Zalaegerszeg
- 1997 XLIV. Vásárhelyi Őszi Tárlat díja, Hódmezővásárhely
- 2000 Zalai Tárlat díja, Zalaegerszeg
- 2001 Vajda Lajos-díj, Zalaegerszeg
- 2004 Nemzetközi Éremművészeti és Kisplasztikai Alkotótelep díja, Nyíregyháza-Sóstó
- 2005 Munkácsy-díj
- 2005 In memoriam József Attila kiállítás díja, Tatabánya

## Munkássága

### Szimpozionok, művésztelepek
- 1984 Lendva
- 1985 Lipcse (Német Demokratikus Köztársaság)
- 1990 Merlebach (Franciaország)
- 1993, 1994 Zalaegerszegi Nemzetközi Művésztelep, Zalaegerszeg
- 1993, 1994, 1995, 1996, 1997 ArtAiach International Symposium, Trofaiach (Ausztria)
- 1999, 2000, 2002, 2006 Ludvig Nemzetközi Művésztelep, Kendlimajor
- 2001 Gmunden (Ausztria)
- 2001 DeForma Alapítvány művésztelepe, Pécs
- 2003 Varlao (Olaszország)
- 2004 Nemzetközi Éremművészeti és Kisplasztikai Alkotótelep, Nyíregyháza-Sóstó
- 2011 Nemzetközi Művésztelep, Gabelhofen (Ausztria)

### Önálló kiállítások
- 1984 Zalaegerszeg, Megyei Művelődési és Ifjúsági Központ
- 1985 Balassagyarmat, Horváth Endre Galéria
- 1986 Lenti, Művelődési Ház
- 1987 Zalaegerszeg, Mecénás Galéria
- 1987 Kecskemét, GAMF Kiállítóterem
- 1988 Kaposvár, Rippl-Rónai Múzeum
- 1990 Zalaegerszeg, Városi Hangverseny- és Kiállítóterem
- 1990 Keszthely, Goldmark Károly Művelődési Ház
- 1991 Nagykanizsa, Hevesi Sándor Művelődési Központ
- 1991 Zalaegerszeg, Hevesi Sándor Színház (Frimmel Gyulával)
- 1992 Pécs, Művészetek Háza, Tetőtéri Galéria
- 1992 Zalaegerszeg, Ságvári Endre Gimnázium
- 1993 Zalaegerszeg, Városi Hangverseny- és Kiállítóterem
- 1994 Pécs, Parti Galéria
- 1996 Zalaegerszeg, Városi Művelődési Központ
- 1997 Gmünd (Ausztria), Városi Galéria
- 1997 Keszthely, Balatoni Múzeum
- 1998 Zalaegerszeg, Hevesi Sándor Színház
- 1999 Zalaegerszeg, Kék Ló Galéria
- 1999 Budapest, Vigadó Galéria
- 1999 Nagykanizsa, Hevesi Sándor Művelődési Központ
- 2000 Leoben (Ausztria), Payer Galerie
- 2001 Zalaegerszeg, Göcseji Múzeum (Horváth M. Zoltánnal)
- 2003 Pécs, Horvát Színház (Németh Klárával)
- 2003 Turku (Finnország), Brinkkalan Galéria
- 2003 Varkaus (Finnország), Városi Múzeum
- 2004 Zalaegerszeg, Gönczi Galéria (Farkas Ferenccel, Frimmel Gyulával, Gábriel Józseffel)
- 2005 Kaposvár, Pannon Galéria (Németh Klárával)
- 2005 Zalaegerszeg, Martonosi Galéria
- 2006 Leoben (Ausztria), Payer Galerie (Ludvig Zoltánnal és Ludvig Dániellel)
- 2006 Marcali, Bernáth Galéria (Németh Klárával)
- 2006 A három Fischer – két nemzedék, Zalaegerszeg, Gönczi Galéria (Fischer Judittal és
- Fischer Bencével)
- 2007 Zalaegerszeg, Gönczi Galéria
- 2009 Debrecen, Misztika Galéria (Ludvig Zoltánnal)
- 2010 Zalaegerszeg, Városi Hangverseny- és Kiállítóterem
- 2010 Balatonfüred, Kerektemplom Galéria
- 2011 Már köhögünk… Budapest, Újlipótvárosi Klub-Galéria (Győrfi Andrással)
- 2014 Ketten az Univerzumban, Debrecen, Misztika Galéria (Ludvig Zoltánnal)
- 2016 Zalaegerszeg, Göcseji Múzeum (emlékkiállítás)

### Fontosabb csoportos kiállítások
- 1983 Stúdió ’83, A Fiatal Képzőművészek Stúdiója kiállítása, Budapest, Ernst Múzeum
- 1984, 1987, 1990 V., VI., VII. Dunántúli Tárlat, Kaposvár
- 1989 1956/301, Pályázat az 1956-os forradalom vértanúinak emlékművére a 301-es parcellában, Budapest, Budapest Kiállítóterem
- 1989, 1991, 1993, 1999, 2003 XI., XII., XIII., XVI., XVIII. Országos Kisplasztikai Biennálé, Pécs
- 1990 I. Országos Szobrászrajz Biennále, Budapest, Budatétényi Galéria
- 1991, 1993, 1996, 2000 Zalai Tárlat, Zalaegerszeg
- 1994, 1998, 2002 I., II., III. Regionális Kisplasztikai Tárlat, Zalaegerszeg
- 1994 Kisszobor ’94, Budapest, Vigadó Galéria
- 1994 Derkovits ösztöndíjasok (1955-1993) kiállítása, Szombathely, Szombathelyi Képtár
- 1995 Helyzetkép. Magyar szobrászat, Budapest, Műcsarnok
- 1995, 1997, 2000, 2005, 2006 ArtAiach International Symposium és meghívottjainak kiállítása, Leoben (Ausztria), Galerie Payer
- 1996 A Zalaegerszegi Nemzetközi Művésztelep jubileumi kiállítása, Zalaegerszeg, Városi Hangverseny- és Kiállítóterem
- 1996 Ludvig Nemzetközi Művésztelep kiállítása, Wiener Neustadt (Ausztria)
- 1996 Siklósi Szalon 1996, Siklós, Vár
- 1997, 2000 XLIV., XLVII. Vásárhelyi Őszi Tárlat, Hódmezővásárhely, Tornyai János Múzeum
- 1998, 2002 Art Siklós, Siklós, Vár
- 2000 Szobrok 2000, A Magyar Szobrász Társaság kiállítása, Budapest, Jazz Galéria
- 2000, 2005, 2006 Art Expo, Innsbruck (Ausztria)
- 2001 Szobrászaton innen és túl, Budapest, Műcsarnok
- 2003 VII. Országos Szobrászrajz Kiállítás, A monumentális szobrászat rajzai és képi tervei, Budapest, Vigadó Galéria
- 2005 In memoriam József Attila kiállítás, Tatabánya

### Művei közgyűjteményekben
- Balassagyarmat, Városi Képtár
- Budapest, KOGART Kortárs Művészeti Gyűjtemény
- Dunaszerdahely, Kortárs Magyar Galéria
- Hódmezővásárhely, Tornyai János Múzeum
- Kaposvár, Rippl-Rónai Múzeum
- Lendva, Lendvai Múzeum
- Pécs, Janus Pannonius Múzeum
- Székesfehérvár, Szent István Király Múzeum
- Szombathely, Szombathelyi Képtár
- Zalaegerszeg, Göcseji Múzeum

### Közösségi megbízásra és magán megrendelésre készített művek
- 1985 Bocska, Petőfi utca 27., Temető, Molnár-Bánhídi-család síremléke – bronz, 120 cm (Tislér Zoltán fafaragóval)
- 1986 Zalaegerszeg, Pais Dezső utca, Pais Dezső Általános Iskola, Pais Dezső – bronz, mészkő, 60 cm (2012-ben áthelyezve: Rákóczi Ferenc utca 30., Zrínyi Miklós Gimnázium)
- 1986 Leipzig (Német Demokratikus Köztársaság), Idol – kő
- 1986 Zalaegerszeg, Falumúzeum utca, Magyar Olajipari Múzeum, Dr. Kertay György – bronz
- 1987 Zalaegerszeg, Falumúzeum utca, Magyar Olajipari Múzeum, Dr. Vajta László – bronz
- 1988 Keszthely, Vásár tér 10., Egry József Általános Iskola, Egry József – bronz
- 1990 Merlebach (Franciaország), Ülő nő – fa
- 1991 Bak, Fő tér, Faluház, II. világháborús emlékmű – bronz, kő
- 1992 Bocska, Petőfi utca 27., Temető, Pieta, I-II. világháborús emlékmű – bronz, 80 cm
- 1994 Zalaegerszeg, Kisfaludy utca 2., Ady Endre Általános Iskola és Művészeti Gimnázium (ma: Ady Endre Általános Iskola, Gimnázium és Alapfokú Művészeti Iskola), Ady múzsája – bronz, mészkő, 190 cm
- 1997 Nagykanizsa, Deák Ferenc tér 5., „Axenti-ház”, Deák Ferenc – bronz, márvány, 60 cm
- 1999 Zalaegerszeg, Európa tér, ivókút – bronz (Balogh Katalin építésszel)
- 1999 Keszthely, Beloiannisz utca, Áldozat – bronz (2006-ban áthelyezve: Semmelweis utca)
- 2000 Zalavár, Szent István-kápolna, Madonna – bronz, 220 cm
- 2002 Zalaegerszeg, Eötvös-köz, Országépítő – bronz, kő, 220 cm
- 2002 Bucsúszentlászló, Széchenyi utca 4., Széchenyi István Általános Iskola kertje, Széchenyi István – bronz, 60 cm
- 2002 Nagykanizsa, Szemere utca 4., Kanizsa Trend Kft., Nőalakok – bronz, 180 cm; 110 cm
- 2003 Zalakaros, Gyógyfürdő tér 8., MenDan Hotel, ivókút – bronz
- 2005 Zalaegerszeg, Kis utca, Gyémánt-ház, KONDEX Vállalkozási és Kereskedelmi Kft., Álló nő – bronz, 180 cm
- 2006 Fűzvölgy, Kossuth utca 58., Szabadság-emlékmű (56-os emlékmű) – bronz, 190 cm (áthelyezve Bocskára)
- 2008 Bad Kleinkirchheim (Ausztria), Hotel OTP Birkenhof, Két alak – bronz, 2 x 180 cm
- 2015 Pécs, Radnics utca 9., Művészeti Gimnázium és Szakgimnázium, Ónszobrok – ón, változó mértetek

## Bibliográfia
- 1982 Zala megyei képző- és iparművészek. Zalaegerszeg. (Katalógus)
- 1984 Magyar Hajnalka: A szobrok a konyhaasztalon. Zalai Hírlap 1984. január 14.
- 1984 Keresztes Szilvia: Szubjektíven realista eszközökkel. Fischer György kiállításáról, Zalai Hírlap 1984. november 24.
- 1985 Művész életrajzok. Kortárs magyar képzőművészek. Budapest, Képcsarnok. 34l. p.
- 1987 Fischer György szobrászművész kiállítása. Kecskemét, GAMF Kiállítóterem. (Katalógus)
- 1987 Kostyál László: A VI. Dunántúli Tárlat zalai díjazottjai. Zalai Hírlap 1987. október 10.
- 1987 Magyar Hajnalka: Groteszk harmóniák, festői zománcok. Fischer György és Németh Klára művei között. Zalai Hírlap 1987. december 12.
- 1988 V. Á.: A rejtőzködő szobrok. Fischer György kiállítása a múzeumban. Somogyi Néplap 1988. június 28.
- 1989 XI. Országos Kisplasztikai Biennálé. Pécs, Janus Pannonius Múzeum. (Katalógus, bev. Romváry Ferenc.)
- 1989 Zala’art. A Zalai Képző- és Iparművészek Egyesületének katalógusa. Zalaegerszeg, Zalai Képző- és Iparművészek Egyesülete. 29–32. p.
- 1989 Sinkovics Eta: Látogatás Fischer György zalaegerszegi szobrászművésznél. Az Eötvös-alapítvány új ösztöndíjasa. Zalai Hírlap 1989. július 27.
- 1989 Sárkány József: Mi lesz veled, Országos Kisplasztikai Biennálé? Örökség 1989 ősz/1990 tavasz 45–51. p.
- 1990 -magyar-: Fischer György és Németh Klára tárlatáról. Zalai Hírlap 1990. május 21.
- 1990 Bedő Sándor: Fischer György üzenetei. Zalai Hírlap 1990. december 5.
- 1991 Magyar Hajnalka: A barlangokban már eldőlt minden. Árgus 1991(2)
- 1991 Bóka Róbert: A Hetedik Kapuban. A XII. Országos Kisplasztikai Biennálé a Pécsi Galériában. Új Dunántúli Napló 1991. június 22.
- 1993 Bóka Róbert: Mi volt a bőségszaruban? Kisplasztikai biennálé – tizenharmadszor. Új Dunántúli Napló 1993. június 24.
- 1994 Derkovits ösztöndíjasok (1955-1993) kiállítása. Szombathely, Szombathelyi Képtár. (Katalógus, bev. Szepes Hédi, Salamon Nándor.)
- 1994 Sárkány József: A mostoha kisplasztika igaz értője. Fischer György kiállítása a Parti Galériában. Új Dunántúli Napló 1994. április 2.
- 1994 Wehner Tibor: Más áll (ül) Ady Endre helyén. Élet és Irodalom 1994. december 9.
- 1995 Helyzetkép. Magyar szobrászat. Budapest, Műcsarnok. (Katalógus, bev. Pilaszanovich Irén, Wehner Tibor.)
- 1995 Kostyál László: Közös út? A zalaegerszegi regionális kisplasztikai tárlatról. Új Művészet 1995(3)67–68. p.
- 1996 Gábriel József: Bevezető. Fischer György szobrászművész kiállítása. Zalaegerszeg, Városi Művelődési Központ. (Katalógus)
- 1996 Siklósi Szalon 1996. Siklós, Vár. (Katalógus, bev. Bükkösdi László.)
- 1997 Benedek Katalin: Zalai Tárlat 1996. Új Művészet 1997(3)48–49. p.
- 1997 Pekarek János: Keszthely lebegő emlékműve. Népszabadság 1997. szeptember 12.
- 1997 Müller Róbert: A II. világháborús emlékműről. Hévíz, Keszthely és Vidéke 1997. november 27.
- 1999 Kortárs Magyar Művészeti Lexikon, I. kötet. A-G. Budapest, Enciklopédia Kiadó. 624. p.
- 1999 Béres Katalin: Az 1848–49-es forradalom és szabadságharc emlékhelyei Zala megyében. In. Béres Katalin (szerk.): A szabadságharc emlékei Zalában 1848–1849. Zalaegerszeg, Zala Megyei Múzeumok Igazgatósága. 72. p.
- 1999 Kostyál László: Nevetnek, de megbocsátanak. Fischer György a Vigadóban. Zalai Hírlap 1999. július 10.
- 1999 Hodnik Ildikó Gy.: Ezredvégi kisplasztikai útikalauz. Új Dunántúli Napló 1999. július 17.
- 1999 Rétfalvi Sándor: Fischer György szobrai. Kanizsa 1999. november 11.
- 2000 Boncz Barnabás-Kostyál László (szerk.): ZALA’ART 2000. Képző- és iparművészek Zala megyében. Zalaegerszeg, ZALA’ART Alapítvány.
- 2000 Wehner Tibor: A test helyzete. Fischer György szobrairól. Magyar Művészeti Fórum 2000(1)20–21. p.
- 2000 Wehner Tibor: Más áll (ül) Ady Endre helyén. Fischer György szobra. Atelier 2000(3)14–15. p.
- 2000 Wehner Tibor: Monumentum-momentumok. Élet és Irodalom 2000. március 17.
- 2000 Cseri Péter: Zalai szobrok hányattatásai. Népszabadság 2000. szeptember 15.
- 2001 Révai Új Lexikona, VII. kötet. Szekszárd, Babits Kiadó. 373. p.
- 2001 Wehner Tibor: A hazugság és a hiány emlékművei. Előadások, tanulmányok, cikkek, röpiratok, feljegyzések a magyar szobrászatról 1986-1999. Budapest, Új Művészet Kiadó. 101–103, 166–167. p.
- 2001 Németh József: Egerszegi örökség. Zalaegerszeg védett épületei, köztéri alkotásai, emlékművei, természeti értékei. Zalaegerszeg, Zalaegerszeg Megyei Jogú Város Önkormányzata. 63, 73. p.
- 2001 Kostyál László: Zala megye képzőművészete a 20. században. In.: Vándor László (szerk.): Zala megye ezer éve. Zalaegerszeg. 342–348. p.
- 2001 GébArt. 10 éves a Zalaegerszegi Nemzetközi Művésztelep 1992–2001. Zalaegerszeg. (Katalógus, bev. Gyimesi Endre, Skrabut Éva, Simonffy Szilvia, Wehner Tibor.)
- 2001 Kostyál László: Bevezető. Fischer György. Zalaegerszeg. (Katalógus)
- 2001 Szobrászaton innen és túl. Budapest, Műcsarnok. (Katalógus, bev. Nagy Zoltán.)
- 2001 (m. h., h. á.): Galériaavatás és tárlatnyitó. Zalai Hírlap 2001. október 27.
- 2001 Magyar Hajnalka: Forma és felület párbeszéde. Fischer György és Horváth M. Zoltán képzőművészek közös kiállítása. Zalai Hírlap 2001. november 7.
- 2002 Kostyál László: Fischer György művészetéről. Symposion 2002. 44. p.
- 2002 (m. h.): Ma kerül helyére az Országépítő. Zalai Hírlap 2002. május 9.
- 2002 Cseri Péter: Egy szoborállítás viszontagságai. Népszabadság 2002. május 15.
- 2002 Wehner Tibor: Bronztestet öltött. Fischer György és új Országépítő-szobra. Kortárs 2002(8)116–117. p.
- 2003 Rétfalvi Sándor: Bevezető. Fischer György szobrászművész kiállítása. Pécs, Horvát Színház. (Katalógus)
- 2003 (m. h.): Akvarellek és kisplasztikák. Fischer György és Németh Klára műveiből nyílt tárlat Pécsett. Zalai Hírlap 2003. március 20.
- 2004 Saur Allgemeines Künstlerlexikon. Die Bildenden Künstler aller Zeiten und Völker, 40. kötet. München-Leipzig, K. G. Saur. 399. p.
- 2004 (m. h.): Fischer György-művek Varkausban. Zalai Hírlap 2004. január 7.
- 2004 (m. h.): Fischer György skandináv tájakon. A megyeszékhely finn testvérvárosa megkedvelte a zalai alkotót. Zalai Hírlap 2004. január 19.
- 2004 Boncz Barna: Fischer György kiállítása Varkausban. Pannon Tükör 2004(2)86. p.
- 2005 Géger Melinda: Feszített helyzetek. Németh Klára és Fischer György kiállítása a kaposvári Pannon Galériában. Pannon Tükör 2005(1)81–83. p.
- 2005 Frimmel Gyula: Egy alak száz magánya. Fischer György szobrai a Martonosi (magán)Galériában. Pannon Tükör 2005(3)105–106. p.
- 2005 Magyar Hajnalka: A művészet is kockázattal jár. Munkácsy-díjat kapott Fischer György zalaegerszegi képzőművész. Zalai Hírlap 2005. március 14.
- 2005 Fodor Tamás: Halló …. Fischer György. Metro 2005. március 16.
- 2005 Fischer György-kiállítás a Martonosi Galériában. Metro 2005. május 25.
- 2005 Kostyál László: Az Egervári Művészteleptől a Vajda Lajos-egyesületig. Műértő 2005(7–8)16. p.
- 2006 Frimmel Gyula, Kostyál László: Bevezető. Fischer György szobrász. Zalaegerszeg, Gönczi Ferenc Általános Művelődési Központ és KEKI. (Katalógus)
- 2006 Nagy Ildikó (szerk.): Kortárs művészet. Szoborpályázatok 1950–2000. Budapest, Képző- és Iparművészeti Lektorátus. 292, 356, 368, 378, 387, 409, 419, 421, 473, 484, 484/A. p.
- 2006 Kostyál László: Köztéri szobrok Zalaegerszegen. In. Molnár András (szerk.): Végvárból megyeszékhely. Tanulmányok Zalaegerszeg történetéből. Zalaegerszeg, Zala Megyei Levéltár. 273–295. p.
- 2006 Összefogás, emlékezés. Zalai Hírlap 2006. október 24.
- 2006 Magyar Hajnalka: A fischerség összeköt. Zalai Hírlap 2006. december 23.
- 2006 Péntek Imre: A mítosszá válás közelében. Emlékművek, kiállítások ’56-ról. Pannon Tükör 2006(6)93–98. p.
- 2007 Wehner Tibor: Szövetség. 249 szobrász. Budapest, Magyar Képzőművészek és Iparművészek Szövetsége Szobrász Szakosztálya. 101–102. p.
- 2007 Géger Melinda: A három Fischer. Pannon Tükör 2007(1)89. p.
- 2008 Németh József: Egerszegi örökség. Zalaegerszeg védett épületei, köztéri alkotásai, emlékművei, természeti értékei. 2. jav. bőv. kiad. Zalaegerszeg, Zalaegerszeg Megyei
- Jogú Város Önkormányzata. 64, 80. p. 2008 Simonffy Szilvia: KKJ, avagy mire büszke Zalaegerszeg? Atelier 2008(1)14-15. p.
- 2010 Wehner Tibor: Modern magyar szobrászat 1945–2010. Budapest, Corvina Kiadó. 99–100. p.
- 2012 Wehner Tibor: Búcsú a fájdalmas szépségek szobrászától. Pannon Tükör 2012(6)103. p.
- 2012 Kostyál László: Műterem – egy másik dimenzióban. Pannon Tükör 2012(6)104-105. p.
- 2012 Magyar Hajnalka: Elbúcsúztatták Fischer Györgyöt. Zalai Hírlap 2012. december 1.
- 2012 Magyar Hajnalka: A hanyag szfinx búcsúja. Szobrai közelében temették el és búcsúztatták Fischer Györgyöt. Zalai Hírlap 2012. december 3.
- 2013 Wehner Tibor: Tapló. Kíméletlen Művészeti Napló 1996-2006. Budapest, Enciklopédia Kiadó. 9, 52, 79, 107, 137, 171, 295, 300, 301, 307, 312, 317, 329, 403, 407, 533. p.
- 2013 Tóth Norbert (szerk.): Jótékonysági kiállítás és vásár barátok, kollégák munkáiból a Fischer György Képzőművészeti Ösztöndíj létrehozására. Zalaegerszeg, ZAZEE Kulturális Egyesület. (Katalógus)
- 2013 Fischer György Művészeti Ösztöndíj. Pannon Tükör 2013(6)106–107. p.